# Цезий
| 55         | Цезий |
| Cs132,9055 |       |
| [Xe]6s1    |       |

Це́зий (химический символ — Cs, от лат. Caesium) — химический элемент 1-й группы (по устаревшей классификации — главной подгруппы первой группы, IA), шестого периода периодической системы химических элементов Д. И. Менделеева, с атомным номером 55.
Простое вещество цезий — это мягкий, вязкий щелочной металл серебристо-жёлтого цвета. Своё название цезий получил по цвету двух ярких синих линий в эмиссионном спектре (от лат. caesius — небесно-голубой).

## История
Цезий открыт в 1860 году немецкими учёными Р. В. Бунзеном и Г. Р. Кирхгофом в водах Бад-Дюркхаймского минерального источника в Германии методом оптической спектроскопии, став первым элементом, открытым при помощи спектрального анализа. В чистом виде цезий впервые был выделен в 1881 году шведским химиком Карлом Сеттербергом при электролизе расплава смеси цианида цезия (CsCN) и бария.

## Нахождение в природе. Добыча
Основным цезиевым минералом является поллуцит. В виде примесей цезий входит в ряд алюмосиликатов: лепидолит, флогопит, биотит, амазонит, петалит, берилл, циннвальдит, лейцит, карналлит. Также содержится в редком минерале авогадрите. В качестве промышленного сырья используются поллуцит и лепидолит.
Подтверждённые мировые запасы цезия на начало 2012 года оцениваются в 70 000 тонн.
По добыче цезиевой руды (поллуцита) лидирует Канада — в месторождении Танко (юго-восточная Манитоба, северо-западный берег озера Берник-Лейк) сосредоточено около 70 % мировых запасов цезия. Поллуцит также добывается в Намибии и Зимбабве. В России месторождения поллуцита есть на Кольском полуострове, в Восточном Саяне и Забайкалье. Месторождения поллуцита также имеются в Казахстане, Монголии и Италии (о. Эльба), но они обладают малыми запасами и не имеют важного экономического значения.
Мировая добыча обогащённой руды цезия составляет около 20 тонн в год. Мировой объём производства металлического (чистого) цезия — около 9 тонн в год.
Некоторые источники утверждают, что потребности в цезии более чем в 8,5 раза превышают его добычу, что положение в металлургии цезия ещё более тревожное, чем, например, в металлургии тантала или рения, и производители не могут обеспечить постоянно растущий спрос на металлический цезий.

## Геохимия и минералогия
Среднее содержание цезия в земной коре — 3,7 г/т. Наблюдается некоторое увеличение содержания цезия от ультраосновных пород (0,1 г/т) к кислым (5 г/т). Основная его масса в природе находится в рассеянной форме и лишь незначительная часть заключена в собственных минералах цезия (поллуците и др.). Постоянно повышенные количества цезия наблюдаются в морганите (1—4 %), родиците (около 5 %), авогадрите и лепидолите (0,85 %). По кристаллохимическим свойствам цезий наиболее близок к рубидию, калию и таллию. В повышенных количествах цезий находится в калиевых минералах. Цезий, как и рубидий, имеет тенденцию накапливаться на поздних стадиях магматических процессов, и в пегматитах его концентрации достигают наивысших значений. Среднее содержание цезия в гранитных пегматитах около 0,01 %, а в отдельных пегматитовых жилах, содержащих поллуцит, даже достигает 0,4 %, что примерно в 40 раз выше, чем в гранитах. Наиболее высокие концентрации цезия наблюдаются в редкометально замещённых микроклин-альбитовых пегматитах со сподуменом. При пневматолито-гидротермальном процессе повышенные количества цезия связаны с массивами грейзенезированных аляскитов и гранитов с кварц-берилл-вольфрамитовыми жилами, где он присутствует главным образом в мусковитах и полевых шпатах. В зоне гипергенеза (в поверхностных условиях) цезий в небольшом количестве накапливается в глинах, глинистых породах и почвах, содержащих глинистые минералы, иногда в гидроокислах марганца. Максимальное содержание цезия составляет лишь 15 г/т. Роль глинистых минералов сводится к сорбции, цезий вовлекается в межпакетное пространство в качестве поглощённого основания. Активная миграция этого элемента в водах очень ограничена. Основное количество цезия мигрирует «пассивно», в глинистых частичках речных вод. В морской воде концентрация цезия составляет ок. 0,5 мкг/л. Из числа собственно цезиевых минералов наиболее распространены поллуцит (Cs, Na)[AlSi2O6]·nH2O (22—36 % Cs2O), цезиевый берилл (пеццоттаит) Be2CsAl2(Si6O18) и авогадрит (KCs)BF4. Последние два минерала содержат до 7,5 % окиси цезия. Из других цезиевых минералов известны также галхаит (Cs,Tl)(Hg,Cu,Zn)6(As,Sb)4S12 и маргаритасит (Cs,K,H3O)2(UO2)2V2O8·H2O.

## Изотопы
Известны изотопы цезия с массовыми числами от 112 до 151 (количество протонов 55, нейтронов от 57 до 96), и 22 ядерных изомеров. Природный цезий — моноизотопный элемент, состоящий из единственного стабильного изотопа 133Cs.
Самым долгоживущим искусственным радиоактивным нуклидом цезия является 135Cs с периодом полураспада T1/2 около 2,3 миллиона лет. Другой относительно долгоживущий изотоп 137Cs (T1/2 = 30,17 года).
Цезий-137 является одним из виновников радиоактивного загрязнения биосферы, так как образуется при делении ядер в ядерных реакторах и при испытаниях ядерного оружия. Цезий-137 претерпевает бета-распад, дочерний стабильный изотоп барий-137.

## Физические свойства
Полная электронная конфигурация атома цезия: 1s22s22p63s23p63d104s24p65s24d105p66s1.
Цезий — мягкий металл, из-за низкой температуры плавления (Tпл = 28,6 °C) при комнатной температуре находится в полужидком состоянии. Твёрдость цезия по шкале Мооса составляет 0,2.
Металлический цезий из-за релятивистских эффектов электронов представляет собой вещество золотисто-белого цвета, по внешнему виду похожее на золото, но светлее. Расплав цезия — подвижная жидкость, цвет которой является более серебристым. Жидкий цезий хорошо отражает свет. Пары цезия окрашены в зеленовато-синий цвет.
Цезий образует кристаллы кубической сингонии (объёмно-центрированная решётка), пространственная группа Im3m, параметры ячейки a = 0,6141 нм, Z = 2. При высоком давлении может переходить в другие полиморфные модификации. Цезий — парамагнетик.
Цезий растворяется в жидком аммиаке (тёмно-синие растворы) и расплавленном CsOH.
Цезий образует легкоплавкие сплавы с другими щелочными металлами. Его сплав с калием и натрием имеет температуру плавления −78 °С.

## Химические свойства
Цезий является наиболее химически активным металлом, за исключением радиоактивного франция, практически отсутствующего в природе. Является сильнейшим восстановителем. На воздухе цезий мгновенно окисляется с воспламенением, образуя надпероксид цезия:
{\displaystyle {\ce {Cs + O2 -> CsO2}}}
При ограниченном доступе кислорода или на холоде окисляется до оксида:
{\displaystyle {\ce {4 Cs + O2 -> 2 Cs2O}}}
Взаимодействие с водой происходит со взрывом, продуктом взаимодействия являются гидроксид цезия и водород:
{\displaystyle {\ce {2 Cs + 2 H2O -> 2 CsOH + H2}}}
Цезий вступает в реакцию со льдом (даже при −120 °C), простыми спиртами, галогеноорганическими соединениями, галогенидами тяжёлых металлов, кислотами, сухим льдом (взаимодействие протекает с сильным взрывом). Реагирует с бензолом. Активность цезия обусловлена не только высоким отрицательным электрохимическим потенциалом, но и невысокой температурой плавления и кипения (быстро развивается очень большая контактная поверхность, что увеличивает количество одновременно реагирующего вещества).
{\displaystyle {\ce {2 Cs + 2 HCl -> 2 CsCl + H2}}}
{\displaystyle {\ce {2 Cs + 2 CsOH -> 2 Cs2O + H2}}}
{\displaystyle {\ce {Cs + 6 NH3 -> [Cs(NH3)6]}}}
Многие образуемые цезием соли — нитраты, хлориды, бромиды, фториды, иодиды, хроматы, манганаты, азиды, цианиды, карбонаты и т. д. — чрезвычайно легко растворимы в воде и ряде органических растворителей; наименее растворимы перхлораты (что важно для технологии получения и очистки цезия). Несмотря на то, что цезий является весьма активным металлом, он, в отличие от лития, не вступает в реакцию с азотом при обычных условиях и, в отличие от бария, кальция, магния и ряда других металлов, неспособен образовать с азотом соединений даже при сильном нагревании.
Гидроксид цезия — сильнейшее основание с высочайшей электропроводностью в водном растворе; так, например, при работе с ним необходимо учитывать, что концентрированный раствор CsOH разъедает стекло даже при обычной температуре, а расплав разрушает железо, кобальт, никель, а также платину, корунд и диоксид циркония и даже постепенно разрушает серебро и золото (в присутствии кислорода — очень быстро). Единственным устойчивым в расплаве гидроксида цезия металлом является родий и некоторые его сплавы.
Цезий весьма активен и агрессивен по отношению к контейнерным материалам и требует хранения, например, в сосудах из специального стекла в атмосфере аргона или водорода (обычные марки лабораторного стекла цезий разрушает).
Цезий способен присоединяться к этилену с образованием дицезиоэтилена CsCH2CH2Cs.

## Получение
При промышленном получении цезий в виде соединений извлекается из минерала поллуцита. Это делается хлоридным или сульфатным вскрытием.
Первое включает обработку исходного минерала подогретой соляной кислотой, добавление хлорида сурьмы SbCl3 для осаждения соединения Cs3[Sb2Cl9] и промывку горячей водой или раствором аммиака с образованием хлорида цезия CsCl. При втором — минерал обрабатывается подогретой серной кислотой с образованием алюмоцезиевых квасцов CsAl(SO4)2·12H2O.
Для получения цезия достаточной степени чистоты требуется многократная ректификация в вакууме, очистка от механических примесей на металлокерамических фильтрах, нагревание с геттерами для удаления следов водорода, азота, кислорода и многократная ступенчатая кристаллизация.
Сложности получения цезия обусловливают постоянный поиск его минералов: извлечение этого металла из руд неполное, в процессе эксплуатации материал рассеивается и безвозвратно теряется, Промышленность нуждается именно в очень чистом материале (на уровне 99,9—99,999 %), и это является одной из труднейших задач в металлургии редких элементов.
В России переработка и извлечение солей цезия из поллуцита ведётся в Новосибирске на ЗАО «Завод редких металлов».
Существует несколько лабораторных методов получения цезия. Он может быть получен:
- нагревом в вакууме смеси хромата или дихромата цезия с цирконием;
- разложением азида цезия в вакууме: {\displaystyle {\ce {2CsN3->2Cs{}+3N2{\uparrow }}}}
- нагревом смеси хлорида цезия и специально подготовленного кальция или лития: {\displaystyle {\ce {Li + CsCl -> Cs + LiCl}}}{\displaystyle {\ce {2 CsCl + Ca -> 2 Cs + CaCl2}}}

Все методы являются трудоёмкими. Второй позволяет получить высокочистый металл, однако является взрывоопасным и требует на реализацию несколько суток.

## Применение
Цезий нашёл применение только в начале XX века, когда были обнаружены его минералы и разработана технология получения в чистом виде. В настоящее время цезий и его соединения используются в электронике, радио-, электро-, рентгенотехнике, химической промышленности, оптике, медицине, ядерной энергетике. В основном применяется стабильный природный цезий-133, и ограниченно — его радиоактивный изотоп цезий-137, выделяемый из суммы осколков деления урана, плутония, тория в реакторах атомных электростанций.

### Фотоэлементы, фотоумножители
Благодаря крайне низкой работе выхода электрона цезий используется при производстве высокочувствительных и малоинерционных фотоэлектрических приборов — фотоэлементов, фотоумножителей. В фотоэлементах цезий обычно применяется в виде сплавов с сурьмой, кальцием, барием, алюминием или серебром, которые вводятся для повышения эффективности устройства, а также для экономии чрезвычайно дорогого цезия. Такие фотоэлементы способны работать в широком диапазоне длин волн: от дальней инфракрасной, до коротковолновой ультрафиолетовой области электромагнитного излучения, что делает цезиевые фотоэлементы эффективнее рубидиевых.

### Детекторы ионизирующего излучения
Иодид цезия в виде монокристаллов (обычно активированный небольшой примесью таллия) является одним из наиболее распространённых сцинтилляторов — веществ, конвертирующих энергию ионизирующего излучения в свет. Это связано с высокой эффективностью поглощения гамма-квантов из-за большого атомного номера обоих основных составляющих иодида цезия, а также с высоким световыходом этого сцинтиллятора. Детекторы заряженных частиц и гамма-излучения на его основе применяются в атомной технике, геологии, медицине, космических исследованиях. Так, например, измерения элементного состава поверхности Марса выполнялись с помощью гамма-спектрометра на основе CsI(Tl), установленного на космическом орбитальном аппарате «Марс-5». Недостатком этого сцинтиллятора является некоторая гигроскопичность, из-за которой он может длительно использоваться без герметичной оболочки лишь в достаточно сухом воздухе. Впрочем, его гигроскопичность на порядки ниже, чем у другого распространённого сцинтиллятора — иодида натрия.

### Оптика
Иодид и бромид цезия применяются в качестве оптических материалов в специальной оптике — инфракрасные приборы, очки и бинокли ночного видения, прицелы, обнаружение техники и живой силы противника (в том числе из космоса).